# Élections législatives de 1973 dans la Seine-Saint-Denis
Les élections législatives françaises de 1973 se déroulent les 4 et 11 mars 1973. Dans le département de la Seine-Saint-Denis, neuf députés sont à élire dans le cadre de neuf circonscriptions.

## Élus
| Circonscription | Député sortant                                | Parti | Parti | Député élu ou réélu | Parti | Parti |
| --------------- | --------------------------------------------- | ----- | ----- | ------------------- | ----- | ----- |
| 1re             | Étienne Fajon                                 |       | PCF   | Étienne Fajon       |       | PCF   |
| 2e              | Marcelin Berthelot                            |       | PCF   | Marcelin Berthelot  |       | PCF   |
| 3e              | Waldeck Rochet                                |       | PCF   | Jack Ralite         |       | PCF   |
| 4e              | Maurice Nilès                                 |       | PCF   | Maurice Nilès       |       | PCF   |
| 5e              | Robert Calméjane                              |       | UDR   | Roger Gouhier       |       | PCF   |
| 6e              | Jacqueline Chonavel suppléante de Jean Lolive |       | PCF   | Jacqueline Chonavel |       | PCF   |
| 7e              | Louis Odru                                    |       | PCF   | Louis Odru          |       | PCF   |
| 8e              | Robert Ballanger                              |       | PCF   | Robert Ballanger    |       | PCF   |
| 9e              | Raymond Valenet                               |       | UDR   | Raymond Valenet     |       | UDR   |

## Résultats

### Résultats à l'échelle du département
| Parti          | Parti                                   | Premier tour | Premier tour | Second tour | Second tour | Sièges |
| Parti          | Parti                                   | Voix         | %            | Voix        | %           | Sièges |
| -------------- | --------------------------------------- | ------------ | ------------ | ----------- | ----------- | ------ |
|                | Parti communiste français               | 213 494      | 41,52        | 202 748     | 56,11       | 8      |
|                | Parti socialiste                        | 80 105       | 15,58        | Retrait     | Retrait     | 0      |
|                | Parti socialiste unifié                 | 17 522       | 3,51         |             |             | 0      |
|                | Union de la gauche                      | 311 121      | 60,50        | 202 748     | 56,11       | 8      |
|                |                                         |              |              |             |             |        |
|                | Union des démocrates pour la République | 106 725      | 20,75        | 137 430     | 38,03       | 1      |
|                | Républicains indépendants               | 13 426       | 2,61         |             |             | 0      |
|                | Centre démocratie et progrès            | 11 175       | 2,17         | 14 594      | 4,04        | 0      |
|                | Divers droite                           | 10 131       | 1,97         |             |             | 0      |
|                | Union des républicains de progrès       | 141 457      | 27,51        | 152 024     | 42,07       | 1      |
|                |                                         |              |              |             |             |        |
|                | Mouvement réformateur                   | 48 613       | 9,45         | 6 588       | 1,82        | 0      |
|                | Extrême gauche                          | 9 975        | 1,94         |             |             | 0      |
|                | Front national                          | 2 419        | 0,47         | 0           |             |        |
|                | Gaullistes d'opposition                 | 665          | 0,13         | 0           |             |        |
|                |                                         |              |              |             |             |        |
| Inscrits       | Inscrits                                | 646 524      | 100,00       | 474 707     | 100,00      | 9      |
| Abstentions    | Abstentions                             | 117 742      | 18,21        | 94 834      | 19,98       |        |
| Votants        | Votants                                 | 528 782      | 81,79        | 379 873     | 80,02       |        |
| Blancs et nuls | Blancs et nuls                          | 14 532       | 2,75         | 18 513      | 4,87        |        |
| Exprimés       | Exprimés                                | 514 250      | 97,25        | 361 360     | 95,13       |        |

### Résultats par circonscription

#### Première circonscription (Saint-Ouen)
| Candidat       | Candidat                    | Parti          | Premier tour | Premier tour | Second tour | Second tour |  |
| Candidat       | Candidat                    | Parti          | Voix         | %            | Voix        | %           |  |
| -------------- | --------------------------- | -------------- | ------------ | ------------ | ----------- | ----------- |  |
|                | Étienne Fajon sortant réélu | PCF            | 22 806       | 44,22        | 30 163      | 63,09       |  |
|                | François Terranova          | UDR (URP)      | 10 763       | 20,87        | 17 647      | 36,91       |  |
|                | Gilbert Bonnemaison         | PS (UGSD)      | 9 109        | 17,66        | Retrait     | Retrait     |  |
|                | J.V. Voyer                  | MR             | 3 949        | 7,66         |             |             |  |
|                | Philippe Cassar             | Divers droite  | 2 689        | 5,21         |             |             |  |
|                | Jean-Marie Hiribarren       | PSU            | 1 606        | 3,11         |             |             |  |
|                | Roland Vacher               | LCR            | 649          | 1,26         |             |             |  |
|                |                             |                |              |              |             |             |  |
| Inscrits       | Inscrits                    | Inscrits       | 64 185       | 100,00       | 64 183      | 100,00      |  |
| Abstentions    | Abstentions                 | Abstentions    | 11 084       | 17,27        | 13 600      | 21,19       |  |
| Votants        | Votants                     | Votants        | 53 101       | 82,73        | 50 583      | 78,81       |  |
| Blancs et nuls | Blancs et nuls              | Blancs et nuls | 1 530        | 2,88         | 2 773       | 5,48        |  |
| Exprimés       | Exprimés                    | Exprimés       | 51 571       | 97,12        | 47 810      | 94,52       |  |

#### Deuxième circonscription (Saint-Denis)
|                | Marcelin Berthelot sortant réélu | PCF            | 18 398 | 54,12  |  |  |  |
|                | Charles-Raymond Faget            | UDR (URP)      | 7 349  | 21,62  |  |  |  |
|                | Claude Antore                    | PS (UGSD)      | 4 023  | 11,83  |  |  |  |
|                | Bernard-Paul Lévy                | Rad (MR)       | 2 517  | 7,4    |  |  |  |
|                | Gilbert Pallier                  | PSU            | 1 273  | 3,74   |  |  |  |
|                | Roland Vacher                    | LCR            | 435    | 1,28   |  |  |  |
|                |                                  |                |        |        |  |  |  |
| Inscrits       | Inscrits                         | Inscrits       | 42 948 | 100,00 |  |  |  |
| Abstentions    | Abstentions                      | Abstentions    | 8 147  | 18,97  |  |  |  |
| Votants        | Votants                          | Votants        | 34 801 | 81,03  |  |  |  |
| Blancs et nuls | Blancs et nuls                   | Blancs et nuls | 806    | 2,32   |  |  |  |
| Exprimés       | Exprimés                         | Exprimés       | 33 995 | 97,68  |  |  |  |

#### Troisième circonscription (Aubervilliers)
|                | Jack Ralite élu     | PCF            | 26 573 | 51,29  |  |  |  |
|                | Pierre Huet         | RI (URP)       | 9 860  | 19,03  |  |  |  |
|                | Jacques Le Beuherec | PS (UGSD)      | 6 958  | 13,43  |  |  |  |
|                | Raymond Hébert      | CD (MR)        | 4 673  | 9,02   |  |  |  |
|                | Jacques Salvator    | PSU            | 1 710  | 3,3    |  |  |  |
|                | Roland Szpirko      | LO             | 1 412  | 2,73   |  |  |  |
|                | Pierre Delavaud     | FP             | 621    | 1,2    |  |  |  |
|                |                     |                |        |        |  |  |  |
| Inscrits       | Inscrits            | Inscrits       | 64 535 | 100,00 |  |  |  |
| Abstentions    | Abstentions         | Abstentions    | 11 289 | 17,49  |  |  |  |
| Votants        | Votants             | Votants        | 53 246 | 82,51  |  |  |  |
| Blancs et nuls | Blancs et nuls      | Blancs et nuls | 1 439  | 2,7    |  |  |  |
| Exprimés       | Exprimés            | Exprimés       | 51 807 | 97,3   |  |  |  |

#### Quatrième circonscription (Bobigny)
|                | Maurice Nilès sortant réélu | PCF            | 29 628 | 58,16  |  |  |  |
|                | Georges Perriniaux          | UDR (URP)      | 9 037  | 17,74  |  |  |  |
|                | Gérard Fuzier               | PS (UGSD)      | 4 782  | 9,39   |  |  |  |
|                | Michel Tellier              | Divers droite  | 2 442  | 4,79   |  |  |  |
|                | Bernadette Serret           | Divers droite  | 2 153  | 4,23   |  |  |  |
|                | Jean-Claude Montaigu        | PSU            | 1 830  | 3,59   |  |  |  |
|                | Gérard Saunal               | LO             | 1 066  | 2,09   |  |  |  |
|                |                             |                |        |        |  |  |  |
| Inscrits       | Inscrits                    | Inscrits       | 64 249 | 100,00 |  |  |  |
| Abstentions    | Abstentions                 | Abstentions    | 11 876 | 18,48  |  |  |  |
| Votants        | Votants                     | Votants        | 52 373 | 81,52  |  |  |  |
| Blancs et nuls | Blancs et nuls              | Blancs et nuls | 1 435  | 2,74   |  |  |  |
| Exprimés       | Exprimés                    | Exprimés       | 50 938 | 97,26  |  |  |  |

#### Cinquième circonscription (Bondy)
| Candidat       | Candidat                 | Parti          | Premier tour | Premier tour | Second tour | Second tour |  |
| Candidat       | Candidat                 | Parti          | Voix         | %            | Voix        | %           |  |
| -------------- | ------------------------ | -------------- | ------------ | ------------ | ----------- | ----------- |  |
|                | Robert Calméjane sortant | UDR (URP)      | 21 899       | 31,59        | 30 594      | 45,67       |  |
|                | Roger Gouhier élu        | PCF            | 21 621       | 31,19        | 36 390      | 54,33       |  |
|                | Claude Fuzier            | PS (UGSD)      | 13 460       | 19,42        | Retrait     | Retrait     |  |
|                | Bernard Denojean         | Rad (MR)       | 7 674        | 11,07        |             |             |  |
|                | Antoine Forte            | PSU            | 1 751        | 2,53         |             |             |  |
|                | Jean-Claude Vrain        | LO             | 1 335        | 1,93         |             |             |  |
|                | Alain Galland            | FN             | 1 184        | 1,71         |             |             |  |
|                | Maurice Zaoui            | Divers droite  | 393          | 0,57         |             |             |  |
|                |                          |                |              |              |             |             |  |
| Inscrits       | Inscrits                 | Inscrits       | 87 828       | 100,00       | 87 791      | 100,00      |  |
| Abstentions    | Abstentions              | Abstentions    | 16 269       | 18,52        | 16 874      | 19,22       |  |
| Votants        | Votants                  | Votants        | 71 559       | 81,48        | 70 917      | 80,78       |  |
| Blancs et nuls | Blancs et nuls           | Blancs et nuls | 2 242        | 3,13         | 3 933       | 5,55        |  |
| Exprimés       | Exprimés                 | Exprimés       | 69 317       | 96,87        | 66 984      | 94,45       |  |

#### Sixième circonscription (Bagnolet)
| Candidat       | Candidat                            | Parti          | Premier tour | Premier tour | Second tour | Second tour |  |
| Candidat       | Candidat                            | Parti          | Voix         | %            | Voix        | %           |  |
| -------------- | ----------------------------------- | -------------- | ------------ | ------------ | ----------- | ----------- |  |
|                | Jacqueline Chonavel sortante réélue | PCF            | 18 439       | 38,35        | 25 168      | 54,3        |  |
|                | Claude Legros                       | CDP (URP)      | 11 175       | 23,24        | 14 594      | 31,49       |  |
|                | Marcel Debarge                      | PS (UGSD)      | 8 242        | 17,14        | Retrait     | Retrait     |  |
|                | Raymond Édeline                     | CD (MR)        | 6 461        | 13,44        | 6 588       | 14,21       |  |
|                | Léo Goldberg                        | PSU            | 1 468        | 3,05         |             |             |  |
|                | Christian Barotte                   | FN             | 1 235        | 2,57         |             |             |  |
|                | Théodore Topolanski                 | LO             | 1 067        | 2,22         |             |             |  |
|                |                                     |                |              |              |             |             |  |
| Inscrits       | Inscrits                            | Inscrits       | 60 686       | 100,00       | 60 693      | 100,00      |  |
| Abstentions    | Abstentions                         | Abstentions    | 11 604       | 19,12        | 13 109      | 21,6        |  |
| Votants        | Votants                             | Votants        | 49 082       | 80,88        | 47 584      | 78,4        |  |
| Blancs et nuls | Blancs et nuls                      | Blancs et nuls | 995          | 2,03         | 1 234       | 2,59        |  |
| Exprimés       | Exprimés                            | Exprimés       | 48 087       | 97,97        | 46 350      | 97,41       |  |

#### Septième circonscription (Montreuil)
| Candidat       | Candidat                 | Parti          | Premier tour | Premier tour | Second tour | Second tour |  |
| Candidat       | Candidat                 | Parti          | Voix         | %            | Voix        | %           |  |
| -------------- | ------------------------ | -------------- | ------------ | ------------ | ----------- | ----------- |  |
|                | Louis Odru sortant réélu | PCF            | 23 813       | 44,16        | 29 796      | 58,52       |  |
|                | Jean-Marie Bernard       | UDR (URP)      | 13 561       | 25,15        | 21 122      | 41,48       |  |
|                | Adolphe Herman           | PS (UGSD)      | 6 505        | 12,06        |             |             |  |
|                | Pierre Laroche           | CD (MR)        | 6 132        | 11,37        |             |             |  |
|                | André Pouplard           | PSU            | 2 606        | 4,83         |             |             |  |
|                | Jean Faroux              | Divers droite  | 1 307        | 2,42         |             |             |  |
|                |                          |                |              |              |             |             |  |
| Inscrits       | Inscrits                 | Inscrits       | 69 248       | 100,00       | 69 248      | 100,00      |  |
| Abstentions    | Abstentions              | Abstentions    | 13 703       | 19,79        | 15 554      | 22,46       |  |
| Votants        | Votants                  | Votants        | 55 545       | 80,21        | 53 694      | 77,54       |  |
| Blancs et nuls | Blancs et nuls           | Blancs et nuls | 1 621        | 2,92         | 2 776       | 5,17        |  |
| Exprimés       | Exprimés                 | Exprimés       | 53 924       | 97,08        | 50 918      | 94,83       |  |

#### Huitième circonscription (Aulnay-sous-Bois)
| Candidat       | Candidat                       | Parti          | Premier tour | Premier tour | Second tour | Second tour |  |
| Candidat       | Candidat                       | Parti          | Voix         | %            | Voix        | %           |  |
| -------------- | ------------------------------ | -------------- | ------------ | ------------ | ----------- | ----------- |  |
|                | Robert Ballanger sortant réélu | PCF            | 30 795       | 43,65        | 40 200      | 59,91       |  |
|                | Pierre Olmeta                  | UDR (URP)      | 16 135       | 22,87        | 26 902      | 40,09       |  |
|                | Germain Lemaire                | PS (UGSD)      | 8 331        | 11,81        |             |             |  |
|                | Pierre Fixot                   | Rad (MR)       | 7 294        | 10,34        |             |             |  |
|                | Marc Mercier                   | RI (URP)       | 3 566        | 5,05         |             |             |  |
|                | René Plaideau                  | PSU            | 2 465        | 3,49         |             |             |  |
|                | Joan Ducarroir                 | LO             | 1 465        | 2,08         |             |             |  |
|                | Gérard Bauvert                 | OCT            | 500          | 0,71         |             |             |  |
|                |                                |                |              |              |             |             |  |
| Inscrits       | Inscrits                       | Inscrits       | 88 612       | 100,00       | 88 606      | 100,00      |  |
| Abstentions    | Abstentions                    | Abstentions    | 15 604       | 17,61        | 17 712      | 19,99       |  |
| Votants        | Votants                        | Votants        | 73 008       | 82,39        | 70 894      | 80,01       |  |
| Blancs et nuls | Blancs et nuls                 | Blancs et nuls | 2 457        | 3,37         | 3 792       | 5,35        |  |
| Exprimés       | Exprimés                       | Exprimés       | 70 551       | 96,63        | 67 102      | 94,65       |  |

#### Neuvième circonscription (Le Raincy)
| Candidat       | Candidat                      | Parti          | Premier tour | Premier tour | Second tour | Second tour |  |
| Candidat       | Candidat                      | Parti          | Voix         | %            | Voix        | %           |  |
| -------------- | ----------------------------- | -------------- | ------------ | ------------ | ----------- | ----------- |  |
|                | Raymond Valenet sortant réélu | UDR (URP)      | 27 981       | 33,29        | 41 165      | 50,08       |  |
|                | Marie-Thérèse Goutmann        | PCF            | 21 421       | 25,48        | 41 031      | 49,92       |  |
|                | Alfred-Marcel Vincent         | PS (UGSD)      | 18 695       | 22,24        | Retrait     | Retrait     |  |
|                | Bernard Hauduroy              | MR             | 9 913        | 11,79        |             |             |  |
|                | Hervé Le Toquin               | PSU            | 2 813        | 3,35         |             |             |  |
|                | Jean-Michel Delabre           | LCR            | 2 046        | 2,43         |             |             |  |
|                | Bernard Joubès                | Divers droite  | 1 147        | 1,36         |             |             |  |
|                | M. Delnomdedieu               | FP             | 44           | 0,05         |             |             |  |
|                |                               |                |              |              |             |             |  |
| Inscrits       | Inscrits                      | Inscrits       | 104 233      | 100,00       | 104 186     | 100,00      |  |
| Abstentions    | Abstentions                   | Abstentions    | 18 166       | 17,43        | 17 985      | 17,26       |  |
| Votants        | Votants                       | Votants        | 86 067       | 82,57        | 86 201      | 82,74       |  |
| Blancs et nuls | Blancs et nuls                | Blancs et nuls | 2 007        | 2,33         | 4 005       | 4,65        |  |
| Exprimés       | Exprimés                      | Exprimés       | 84 060       | 97,67        | 82 196      | 95,35       |  |